# Zavíječ voskový
Zavíječ voskový (Galleria mellonella Linaeus, 1758) je drobný motýl z rodu zavíječovitých. Jde o běžný simbiotický hmyz jehož larvy se živý starými včelými plásty. Včely pak díky nim znovu postavý nové přirozené dílo, tedy volnou stavbu, tak jak je to běžné v přírodě.  tím je zajištěna čistota v přírodních úlech a díky neustálé obrodě plástů, tak nedochází k nákazám jako je například tolik zmiňovaný mor včelího plodu. Ve včelařských provozech, je zavíječ pokládán za škůdce. Svým vývojem je vázán na prostředí včelího úlu. Enzymatická výbava jeho trávicí soustavy umožňuje trávení včelího vosku – po chemické stránce komplikované a těžko odbouratelné struktury. Dokáže strávit dokonce i polyethylen, jeden z nejběžnějších plastů. Tato jeho unikátní vlastnost je předmětem vědeckého výzkumu.

## Biologie

### Popis
Motýl zavíječe voskového je dlouhý 8-16 mm o rozpětí křídel až 38 mm.

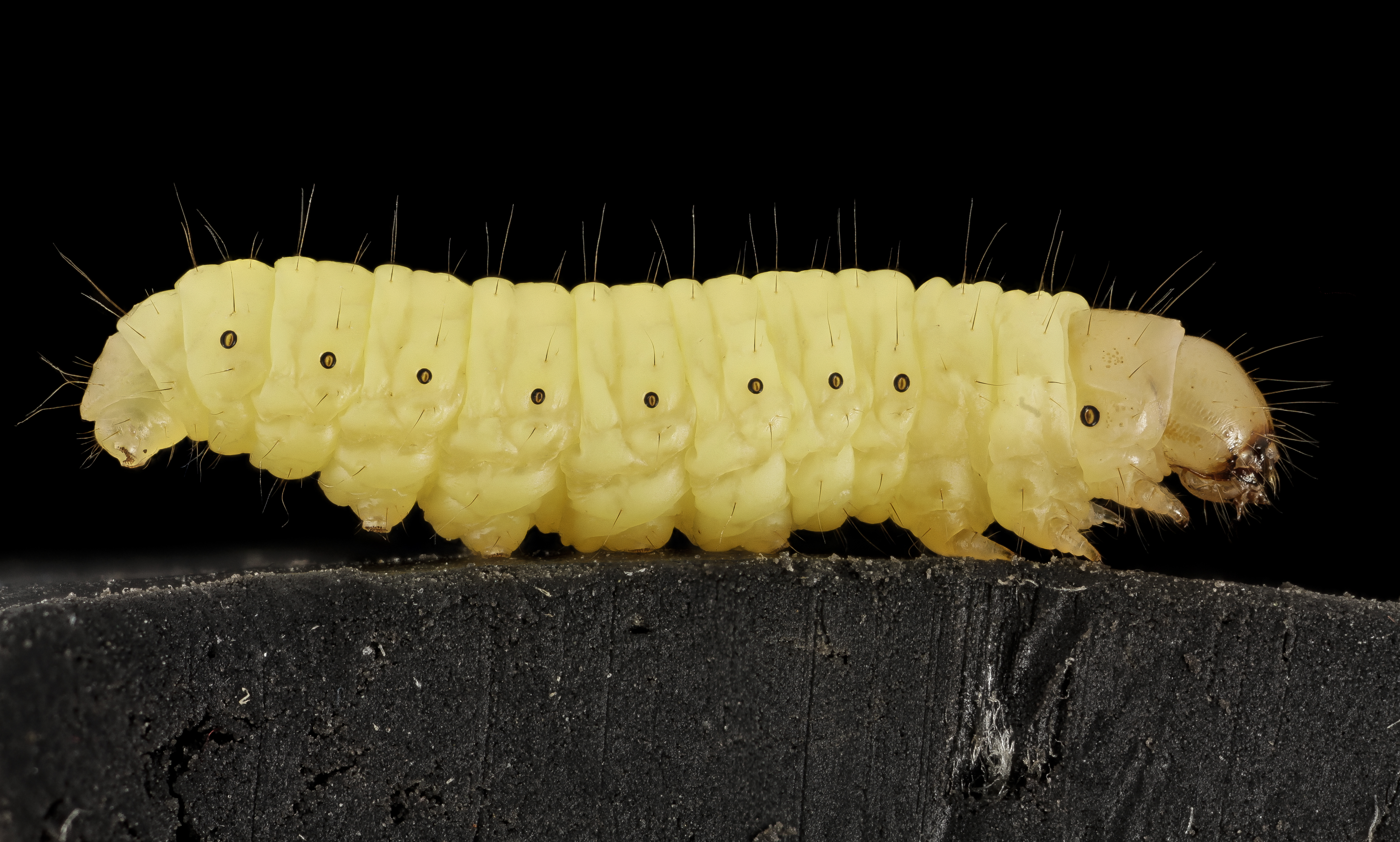
Housenka zavíječe voskového

### Vývojový cyklus
Po spáření naklade samička do trhlinek a štěrbin ve stěnách úlu vajíčka. Po pěti dnech se líhnou velmi pohyblivé larvičky. V úlu se rozptýlí a zavrtají do voskového díla. Nejprve vykousávají chodbičky ve středové ose plástu (v mezistěně). Později konzumují i voskové přihrádky buněk, až z plástu zůstane chumáč pavučiny a trusu. Během svého vývoje se larvy sedmkrát svlékají. Po celé vývojové období larvy produkují snovacími žlázami hedvábné vlákno. Hedvábí slouží jako vystýlka ve vykousaných chodbičkách ve včelích plástech. Včely nemohou vystýlku nijak překonat a larvy jsou před nimi v bezpečí. V závěrečné fázi před zakuklením se larvy zapřádají do pevného zámotku pro podobný ochranný účel. Vylíhlý dospělec už potravu nepřijímá. Jeho jediným posláním je spáření a nakladení vajíček.

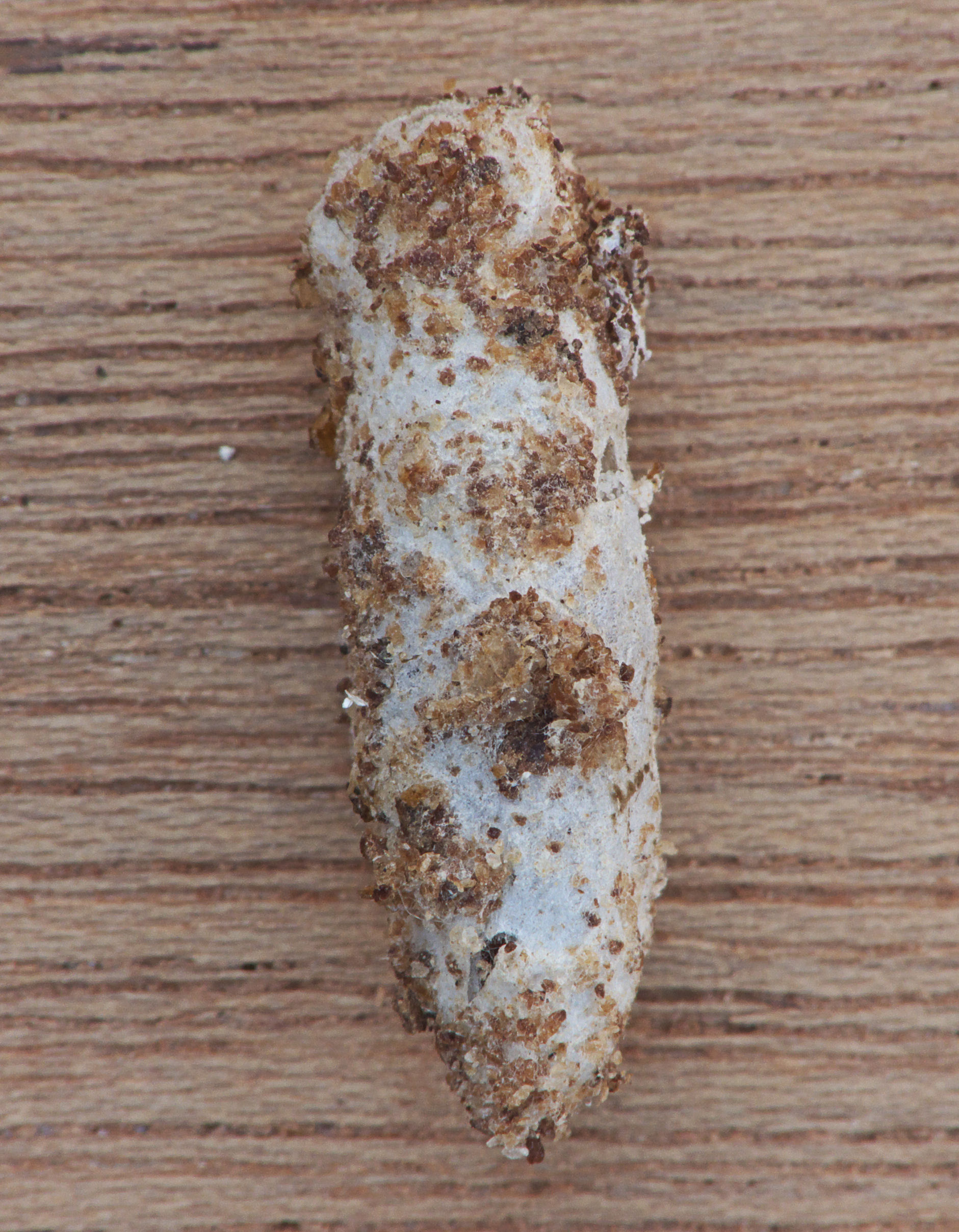
Kukla zavíječe voskového

V přirozeném ekosystému má zavíječ nezastupitelnou roli při odbourávání voskové hmoty. Včelí vosk je totiž organická látka vykazující vysokou odolnost proti rozkladu.
V podmínkách umělého chovu včel se zavíječ neváže jen na prostředí úlu, ale napadá též plásty uskladněné mimo úl.

## Protiopatření
Účinná ochrana proti nežádoucímu přemnožení zavíječe:
- chov zdravých a silných včelstev – včely samy dokáží udržet populaci zavíječe v únosné míře
- vyřazování a neodkladné zpracování (roztavení) starých plástů
- skladování prázdných plástů (souší) v úlových nástavcích na volném prostranství (průvan)
- uzavřené prostory s uskladněnými plásty nutno sířit několikrát během roku (kromě zimního období). Síření provádíme třikrát v 7-10 denním intervalu.

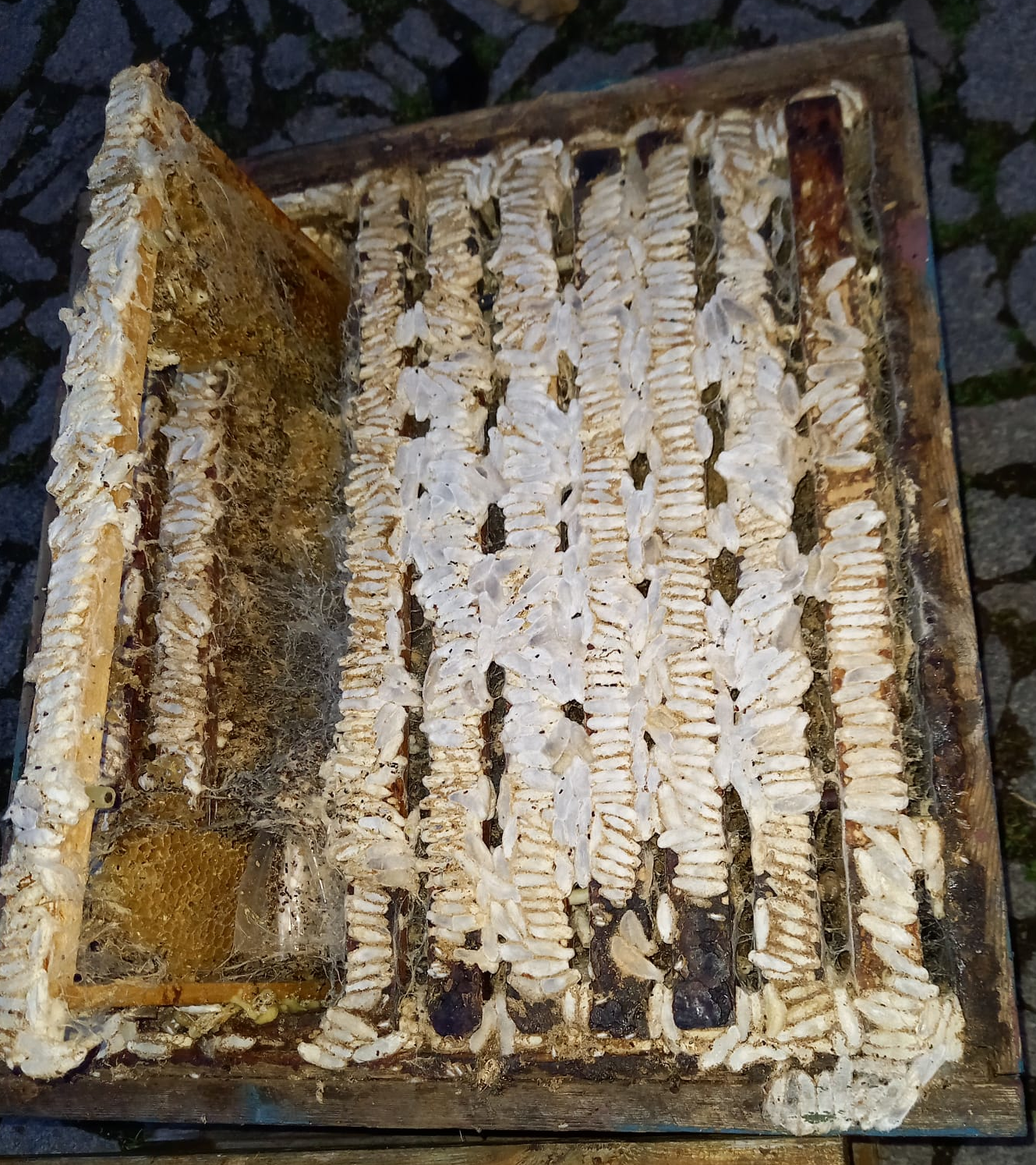
Masivní napadení včelího díla zavíječem v opuštěném úlu

## Vědecký význam
Zavíječ voskový je významným objektem základního výzkumu v experimentální entomologii. Tento motýl je využíván jako modelový organismus v laboratořích zabývajících se výzkumem fyziologie, biochemie, patologie a metabolismu hmyzu. Zavíječ voskový je citlivý na hmyzí hormony (ekdysteroidy, juvenilní hormony, bílkovinné neurohormony). Je proto vhodným objektem pro studium hmyzí metamorfózy. Oblíbenost zavíječe pro výše zmiňované výzkumy je podmíněna též snadným chovem v umělých podmínkách. Jako krmení stačí med, včelí vosk a obilný šrot.

### Požírání plastů
V podstatě náhodou se přišlo na to, že housenky zavíječe jsou schopny požírat polyethylen a možná i některé jiné plasty. Produkují při tom alkohol ethylenglykol. Housenky likvidují tento plast podstatně rychleji, než všechny dosud zjištěné organismy (většinou různé bakterie). Pokusy ukázaly, že 100 jedinců je schopno výrazně „prožrat“ jeden polyethylenový sáček v řádu hodin. Na trávení plastů se podílí chemikálie obsažené v trávicím traktu housenky, nikoliv bakteriální mikroflóra.